# Tablice Zejsznera

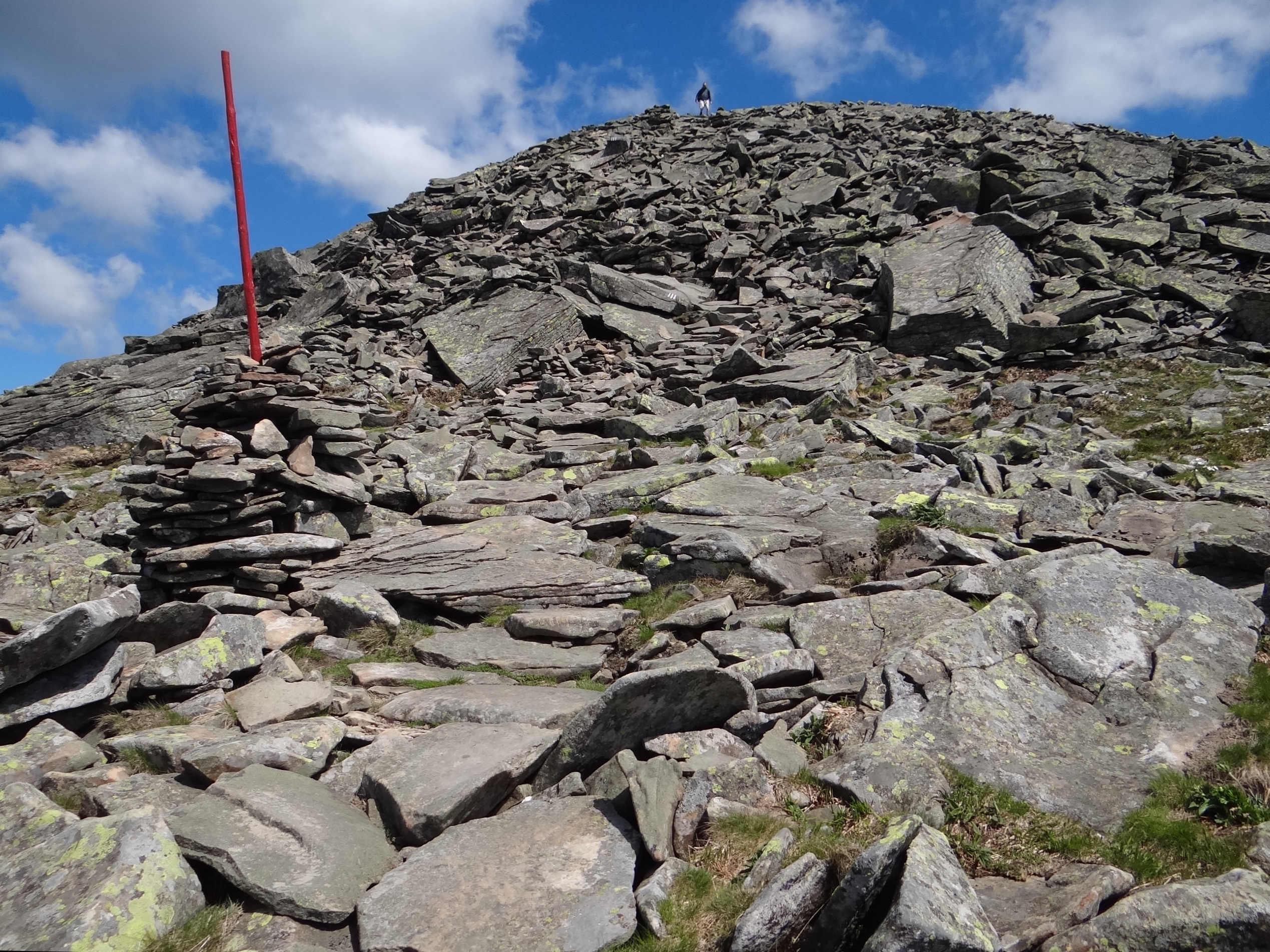
Tablice Zejsznera

Tablice Zejsznera – duże głazy na zachodnich stokach szczytowej kopuły Diablaka w masywie Babiej Góry w Beskidzie Żywiecko-Orawskim. Stanowią część rumowiska Babiej Góry. Nazwano je tak na cześć Ludwika Zejsznera, który w 1830 podczas naukowej wyprawy badał geologię Babiej Góry. O głazach pokrywających zachodnie stoki Diablaka pisał: „piaskowiec na szczycie Babiej Góry dzieli się na wielkie tablice”.
Tablice Zejsznera to ostrokrawędziste i z reguły płaskie kamienie o kształcie zbliżonym do prostokąta lub kwadratu, budowane z piaskowca magurskiego. Z kamieni tych poukładano również ścieżkę szlaku turystycznego oraz kopczyki, w których osadzone są drewniane tyczki w zimie wyznaczające szlak. Tuż obok szlaku turystycznego (podczas podejścia do góry jest to po lewej jego stronie) znajdują się wielkie bloki skalne. W 1967 na największym z nich umocowano tablicę (stalową) dla upamiętnienia 55 rocznicy odwiedzin tego miejsca przez Włodzimierza Lenina, który podobno w 1912 oglądał wschód słońca na Babiej Górze. Podobną tablicę (z brązu) umocowano również (i to 5 lat wcześniej) po czechosłowackiej wówczas stronie granicy. Niektórzy turyści urządzali specjalne wyprawy w celu usunięcia tych tablic, w końcu im się to udało.
Polska część Tablic Zejsznera znajduje się w granicach wsi Zawoja w województwie małopolskim, w powiecie suskim, w gminie Zawoja.